# 淑恵妃
淑恵妃（しゅくけいひ、? - 1713年）は、清の順治帝の側室。モンゴル・ホルチン部の出身。姓はボルジギト（博爾済吉特）氏（Borjigit hala）。

## 経歴
順治帝の正室孝恵章皇后の妹。祖父は孝荘皇太后（順治帝の生母）の兄であった。
順治11年（1654年）、順治帝に嫁ぎ、妃となった。康熙12年（1673年）、庶母として淑恵妃に尊封された。康熙52年（1713年）、薨去した。

## 伝記資料
- 『清世祖実録』
- 『清史稿』